# سیدبیگ کمونه
سیدبیگ کمونه از روحانیان برجسته شیعه عصر شاه طهماسب یکم و شاه اسماعیل دوم بود. وی در درگیری‌های جانشینی شاه طهماسب یکم که مابین حیدر میرزا و اسماعیل میرزا (شاه اسماعیل دوم) در سال ۱۵۷۶ روی داد، از هواداران حیدرمیرزا بود. خاندانی که وی وابسته به آن بود کمونه نام داشت که بعد از طوایف قزلباش و ترکمان از دودمان‌های معتبر زمان صفویان محسوب می‌گشت.